# Kylee Strutt
Kylee Strutt (Columbia Británica, Canadá; 12 de febrero de 1987) es una actriz pornográfica retirada canadiense.

## Biografía
En 2008 decidió trasladarse de su Columbia Británica natal hasta Estados Unidos, donde en septiembre de ese año, en Los Ángeles, comenzó su carrera en la industria pornográfica grabando su primera escena para la web Baby Got Boobs, propiedad de Brazzers. Posteriormente, ha trabajado con otros estudios como Muffia, Exquisite, New Sensations o Jules Jordan Video.
Algunos trabajos de su filmografía son She's Got Big Boobs!, Big Pretty Titties 4 o Real Wife Stories 4.
En 2011 decidió volver a Canadá y dejar su carrera de actriz. Hasta su retirada había grabado un total de 31 películas.